# Zabiokovlje
Zabiokovlje je zemljopisni prostor unutar područja Splitsko-dalmatinske županije u kontinentalnom (sjeveroistočnom) zaleđu planinskog masiva Biokovo.
Zabiokovlje obuhvaća područje Imotske krajine u selu Grabovac i općini Zagvozd, te Vrgorsku krajinu, tj. područje grada Vrgorca. S druge strane Biokova nalazi se Makarska rivijera.

Postoje i druge, šire definicije kao;zemljopisni prostor unutar područja Splitsko-dalmatinske županije u kontinentalnom (sjeveroistočnom) zaleđu planinskog masiva Biokovo

Originalna definicija je još šira, obuhvaća i pogranične dijelove Hercegovine od Posušja do Ljubuškog; Izvorno, međutim, pojam Zabiokovlja, definiran početkom sedamdesetih godina XX. stoljeća, podrazumijevao je bitno širi, prostor koji se protezao i s drugu stranu hrvatske granice i u sebe uključivao općine Grude, Posušje i Tomislavgrad, te dijelove Ljubuškog i Širokog Brijega. - to će reći, Imotsku bekiju. 